# Kostel svatého Jakuba Staršího (Kadlín)
Římskokatolický farní kostel svatého Jakuba Staršího v Kadlíně je gotická sakrální stavba stojící na vyvýšenině jižně od obce na hřbitově. Od roku 1966 je kostel chráněn jako kulturní památka.

## Historie

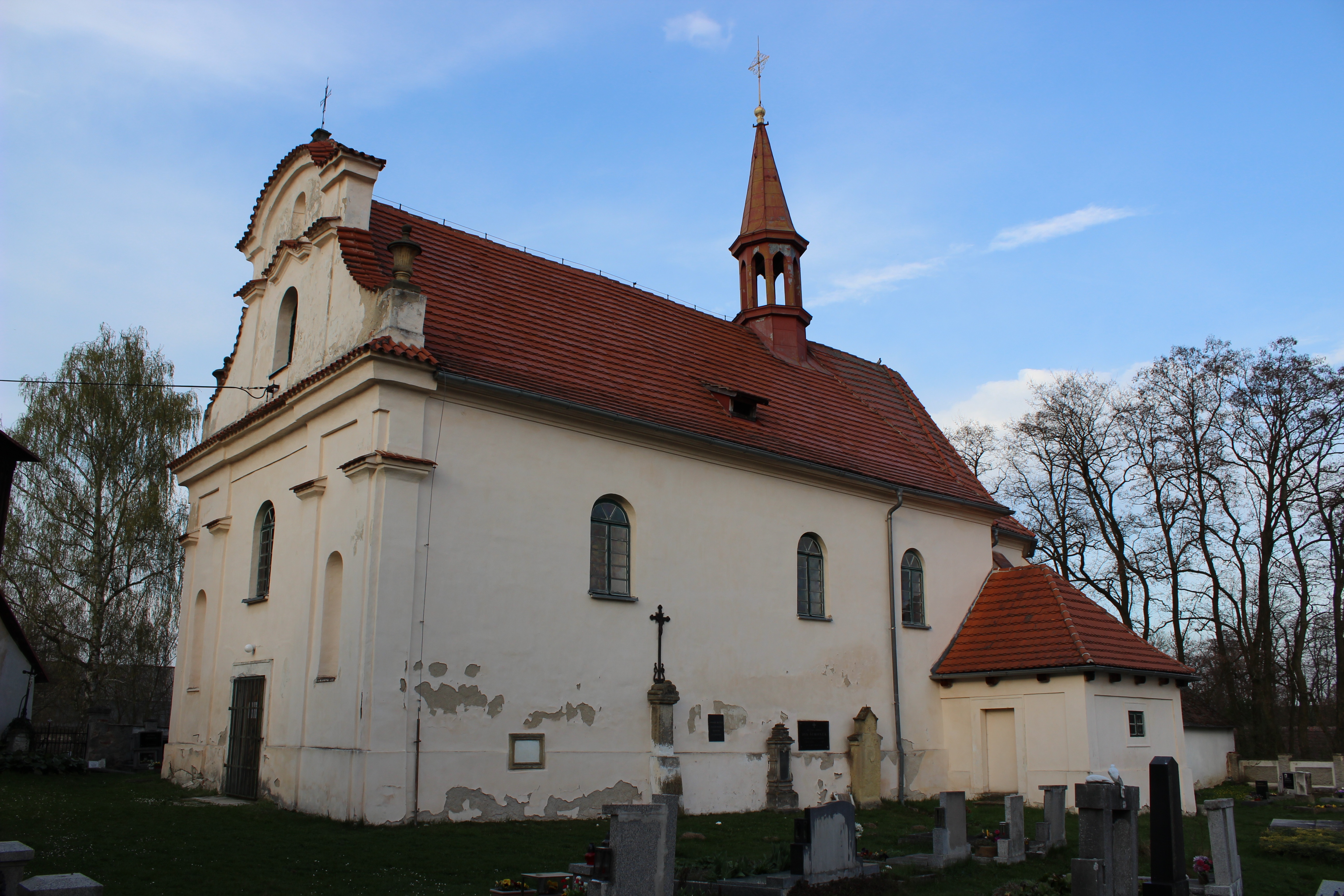
Kostel v Kadlíně z pohledu ze hřbitova

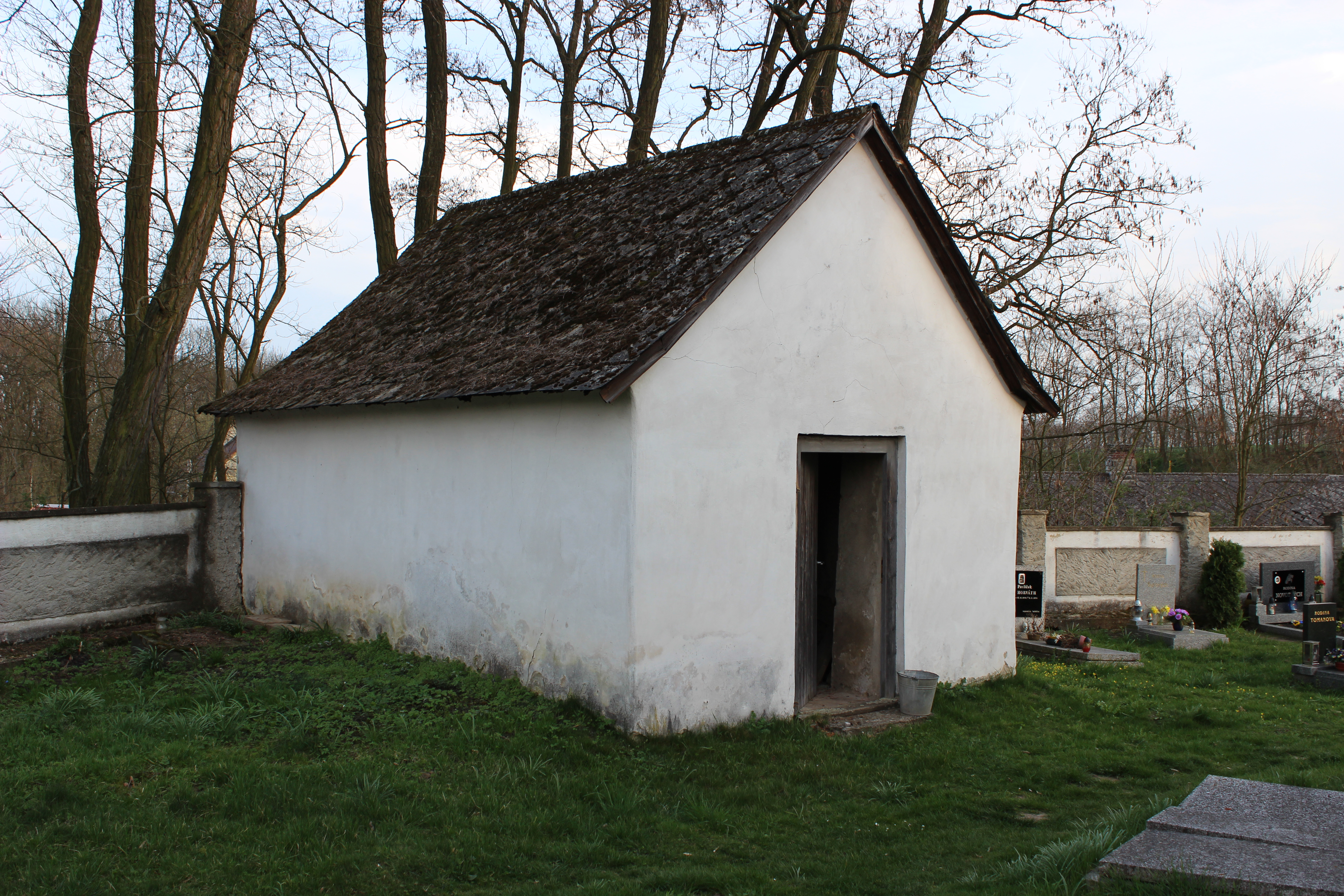
Márnice na hřbitově v Kadlíně

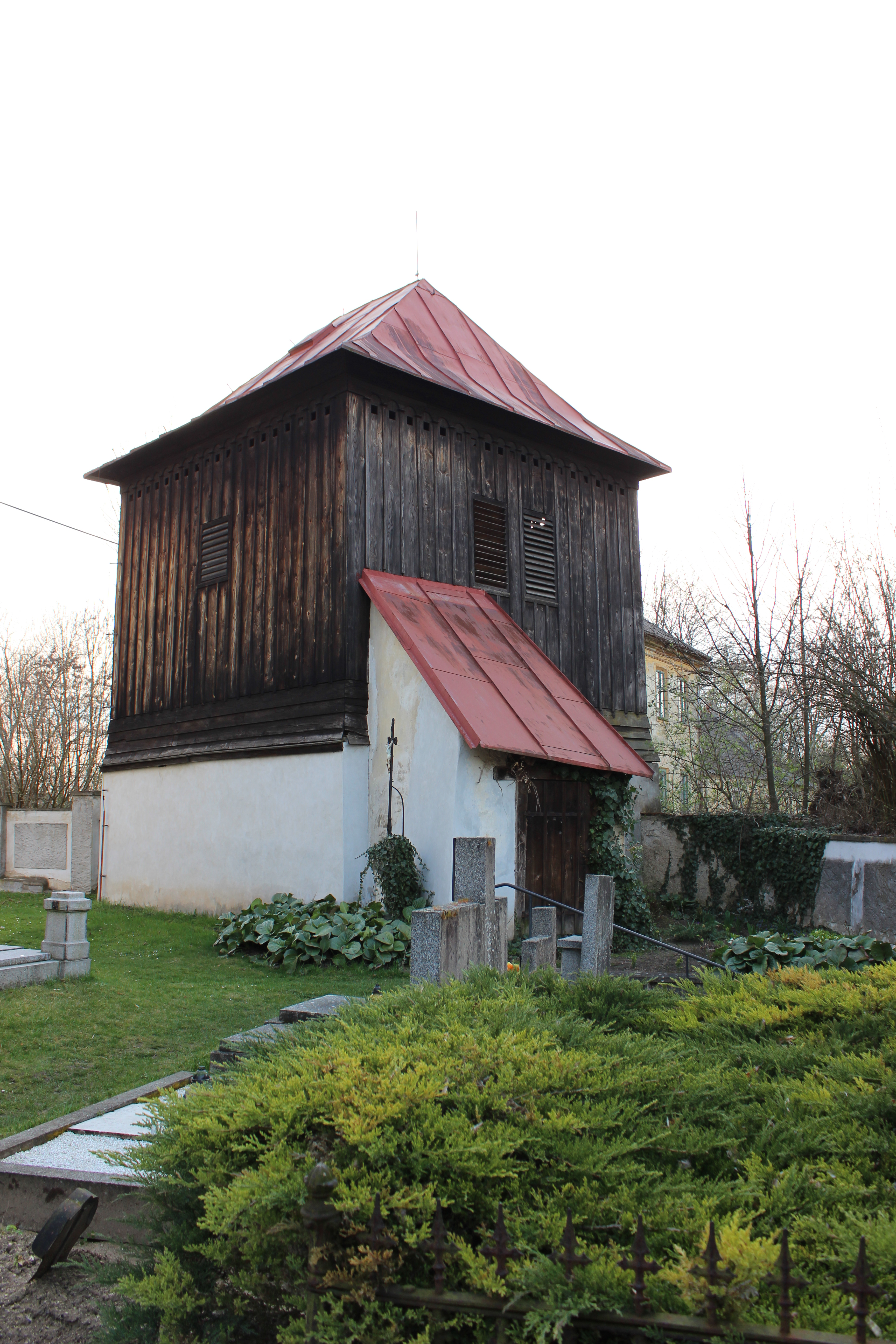
Zvonice u kostela sv. Jakuba Většího v Kadlíně

Kostel pochází z 1. poloviny 14. století. V roce 1724 byl prodloužený a upravený.
Duchovní správci kostela jsou uvedeni na stránce: Římskokatolická farnost Kadlín.

## Architektura
Jedná se o jednolodní obdélnou stavbu. Má pětiboce ukončený presbytář s opěráky. Na jižní straně má kostel obdélnou sakristii. Na severní straně lodi je obdélný patrový přístavek oratoře, který stojí patrně na starších základech. Průčelí je členěno pilastry, obdélným portálem, polokruhem ukončeným oknem a nikami. Štít je s bočními křídlatými zdmi, oknem a nikou. Je zakončen segmentem proloženou římsou. Boční fasády člení okna s polokruhovým záklenkem. Presbytář má dvě okna lomená a jedno okno kruhové.
Presbytář je sklenut křížovou žebrovou klenbou na jehlancové konzoly. Triumfální oblouk je zkosený. Jak loď, tak i sakristie mají plochý strop. Prostor pod oratoří je sklenut křížovou hřebínkovou klenbou. Na severní straně lodi je gotický hrotitý profilovaný portál.

## Zařízení
Zařízení kostela je rokokové. Upravované bylo v 19. století. Hlavní oltář je rokokový panelový. Je na něm obraz sv. Jakuba, a dále sochy sv. Prokopa a sv. Vojtěcha. Na bočních oltáří jsou rokokové obrazy sv. Jana Nepomuckého a Panny Marie. Křtitelnice je cínová s reliéfy z roku 1607.

## Okolí kostela
Poblíž kostela na hřbitově se nachází zvonice. Je dřevěná a stojí na podezdívce. Na hřbitově se nachází také márnice.